# Callidrilus scrobifer
Callidrilus scrobifer är en ringmaskart som beskrevs av Wilhelm Michaelsen. Callidrilus scrobifer ingår i släktet Callidrilus och familjen Glossoscolecidae. Inga underarter finns listade i Catalogue of Life.